# Arthur Ashley
Pour les articles homonymes, voir Ashley.
Arthur Ashley né à New York le 6 octobre 1886 et mort Long Island (État de New York) le 28 décembre 1970, est un acteur et réalisateur américain de l'époque du cinéma muet.

## Filmographie partielle

### Comme acteur
- 1914 : Children of the Feud de Ned Finley : William Morton Sr.
- 1914 : Mr. Santa Claus de George Ridgwell : Bobby Walton
- 1917 : Rasputin, the Black Monk de lui-même : Raff
- 1919 : The Praise Agent de Frank Hall Crane : Jack Bartling
- 1922 : Breaking Home Ties de George K. Rolands et Frank N. Seltzer

### Comme réalisateur
- 1917 :  The Marriage Market
- 1917 :  Shall We Forgive Her? (et acteur)
- 1917 :  Rasputin, the Black Monk
- 1917 :  The Guardian
- 1918 :  Broken Ties
- 1918 :  The Beautiful Mrs. Reynolds
- 1921 :  Oh Mary Be Careful